# Liste der Ramsar-Gebiete in Usbekistan
Ramsar-Gebiete in Usbekistan sind nach der 1971 geschlossenen Ramsar-Konvention geschützte Feuchtgebiete in Usbekistan. Diese sind von internationaler Bedeutung, nach der Absicht des internationalen völkerrechtlichen Vertrags insbesondere als Lebensraum für Wasser- und Watvögel. In Usbekistan umfassen drei Ramsar-Gebiete eine Gesamtfläche von 590.400 Hektar.

## Liste der Ramsar-Gebiete
| Name des Gebiets                      | Bild                   | Region                        | Lage                     | Ramsar-Gebietsnummer | Größe in Hektar | Ausweisungs- Datum | Anmerkungen                                             |
| ------------------------------------- | ---------------------- | ----------------------------- | ------------------------ | -------------------- | --------------- | ------------------ | ------------------------------------------------------- |
| Aydar-Arnasay Lakes system            | Nordufer des Aydarsees | Provinzen Jizzax und Navoiy   | 40,78306° N, 67,76667° O | 1841                 | 527.100         | 20. Okt. 2008      | Ein System aus Frischwasserseen, darunter der Aydarsee. |
| Lake Dengizkul                        | Lake Dengizkul         | Provinz Buxoro                | 39,11667° N, 64,16667° O | 1108                 | 31.300          | 8. Okt. 2001       |                                                         |
| Tudakul and Kuymazar Water Reservoirs | Tudakul                | Kyzyl-Tepa District in Navoiy | 39,8475° N, 64,82583° O  | 2433                 | 32.000          | 19. Aug. 2020      |                                                         |